# Ultra Violet (Bananarama)
Ultra Violet è il settimo album di studio dal gruppo femminile britannico pop / dance dell'ormai duo Bananarama (al secolo, Sara Dallin e Keren Woodward), pubblicato nel 1995, distribuito per lo più dall'etichetta Dig It International s.r.l., soprattutto in Italia - l'altra etichetta di spicco è la ZYX Records, su cui il lavoro esce in altri paesi (cfr, infra). L'album è successivamente stato ripubblicato con il titolo I Found Love.

## Descrizione
L'album esce in Giappone come I Found Love, e negli USA, in Australia, Canada ed Europa continentale (Italia compresa) come Ultra Violet, ma non viene pubblicato nel Regno Unito, in nessuna delle due versioni.

### La doppia edizione e l'assenza dalle charts
Messo originariamente sul mercato soltanto in Giappone, con il titolo I Found Love, il disco è stato poi ripubblicato, come Ultra Violet, una diversa copertina e senza la title track dell'altra edizione (il singolo e brano di chiusura omonimo, "I Found Love"), in altri paesi, tra cui gli USA, l'Australia, il Canada e l'Europa continentale, Italia compresa (dove il lavoro è stato in parte anche registrato). La promozione in Nord America e in Europa ha avuto luogo sia nello stesso 1995 che negli anni immediatamente successivi.
Nessuna delle due edizioni è mai uscita nel Regno Unito, dove il duo non ha avuto singoli di successo dopo il remake parziale della fortunata cover "More, More, More" del 1993, che fu di fatto una hit minore, diventata però ben presto una tra le più richieste di sempre durante gli spettacoli dal vivo, anche a causa del chiaro significato del titolo («ancóra, ancóra ancóra»), che si presta a venire richiesto in un bis, costituito come è dalle parole stesse con cui si chiede genericamente di cantare un'altra canzone alla fine di un concerto, in qualità di bis conclusivo.
La lunga assenza dalle UK Charts dura fino al 2005, quando le due Bananarama sono rientrate prepotentemente nella classifica britannica dei singoli, raggiungendo la Top 20 con "Move in My Direction" e, poche settimane dopo, la Top 30 con "Look on the Floor (Hypnotic Tango)", entrambe dal nono album di studio, Drama, che nel complesso non ha invece riscosso molto successo, piazzandosi a stento tra le prime 150 posizioni.

### Il disco e i singoli europop
Il settimo album, anch'esso di scarso successo, è stato pubblicato da varie etichette, tra cui la ZYX Records e la DigIt International (per quest'ultima è uscito in Italia), a seconda dei diversi paesi, per via del fatto che le Bananarama non avevano all'epoca alcun contratto con una casa discografica, dopo aver lasciato la propria etichetta storica, la London Records, che aveva realizzato tutti i loro lavori fino al 1993, non rinnovando loro il contratto dopo il flop del sesto album di studio, Please Yourself del 1992, ispirato al sound del gruppo svedese disco anni settanta degli ABBA.
Dal punto di vista strettamente musicale, il long playing del 1995 porta avanti quasi esclusivamente il discorso europop, quasi esasperandolo, e ricevendo critiche negative da quasi ogni parte, nonostante il successo riscosso dall'album nelle discoteche italiane e in Giappone, e il moderato successo del primo estratto e brano d'apertura, il singolo intitolato "Every Shade of Blue", che vende abbastanza bene in Canada fino a raggiungere la Top 40, entrando tra i primi 100 anche in Australia, dove si ferma al Numero 94. Altri due singoli vengono estratti dalle due edizioni dell'album: la title track dell'edizione giapponese, "I Found Love", e uno degli unici due brani acustici della tracklisting, "Take Me to Your Heart" (l'altro, dal titolo simile, è "Take Me Away").
"Take Me yo Your Heart" viene remixato pesantemente per la versione del singolo, trasformandosi, senza troppo successo, da un piacevole pezzo basato sulla chitarra ritmica in una tipica traccia europop stucchevole, senza distinguersi più dagli altri brani dell'album - che è anche complessivamente piuttosto lungo: 11 tracce in un caso e 12 nell'altro, con l'aggiunta della title track "I Found Love", lunghe in media 4 minuti ciascuna, ma percepite intorno ai 5 minuti e passa, a causa della naturale dilatazione provocata dal genere europop, tipicamente ipnotico, per un totale di quasi 50 minuti di musica da discoteca con tendenze Hi-NRG piuttosto spiccate, ma alquanto generiche.
Per questo remix viene girato anche l'unico video promo del long playing, una clip in presa diretta, che ritrae Keren e Sara a passeggio in un campo di violette (chiara allusione al titolo e alla copertina dell'edizione europea), che si distingue per essere il videoclip più economico mai girato dalle Bananarama in tutta la carriera, ancora di più dei videoclip quasi amatoriali realizzati per i primi singoli del 33 giri di debutto, Deep Sea Skiving del 1983 - per esempio, "Na Na Hey Hey Kiss Him Goodbye" oppure "Really Saying Something".
3 singoli estratti:
- "Every Shade of Blue"
- "Take Me to Your Heart"
- "I Found Love"

1 videoclip realizzato:
- "Take Me to Your Heart"

## Tracce
1. "Every Shade of Blue" (Dallin/Miller/Torch/Woodward) - 4:17
2. "Rhythm of Life" (Dallin/Miller/Paul/Torch/Woodward) - 3:58
3. "Take Me to Your Heart" (Dallin/Miller/Paul/Torch/Woodward) - 3:55
4. "Prove Your Love" (Dallin/Miller/Paul/Torch/Woodward) - 3:56
5. "Take Me Away" (Dallin/Miller/Paul/Torch/Woodward) - 3:55
6. "System" (Dallin/Lee/Miller/Paul/Torch/Woodward) - 3:57
7. "Maybe the Next Time" (Dallin/Miller/Paul/Torch/Woodward) - 4:02
8. "You've Really Got Something" (Dallin/Miller/Paul/Torch/Woodward) - 3:36
9. "Time Out" (Dallin/Miller/Paul/Torch/Woodward) - 3:52
10. "Don't Stop Me Now" (Dallin/Miller/Paul/Woodward) - 4:23
11. "Give In to Me" (Dallin/Miller/Paul/Torch/Woodward) - 3:49
12. "I Found Love" (Dallin/Komuro/Paul/Woodward) - 4:30 (timing approx.) [solo in Giappone]

N.B. La tracklisting di Ultra Violet è identica, con l'unica omissione dell'ultimo brano, "I Found Love", che costituisce la title track dell'edizione giapponese, intitolata appunto I Found Love.

## Formazione
- Gary Miller: produzione
- Albert Samuel: rappresentazione esclusiva
- Kate Garner: fotografia
- Andrew Biscomb, Peter Barrett: design di copertina
- Dallin/Woodward/Miller/Barry: autori tracce # 10 & 11
- Dallin/Woodward/Miller/Barry/Torch: autori tracce # 1-9
- Dallin/Woodward, Warner Chappell, Miller & Lee, Copyrighyt Control, Barry/Torch, Rive Droite: edizioni musicali (In A Bunch Ltd)